# Quatrième circonscription de la préfecture de Hiroshima
La quatrième circonscription de la préfecture de Hiroshima (広島県第4区, Hiroshima-ken dai-yon-ku) est l'une des six circonscriptions législatives que compte la préfecture de Hiroshima au Japon.

## Description géographique
Entre 1994 et 2013, la quatrième circonscription de la préfecture de Hiroshima regroupait l'arrondissement d'Aki de la ville de Hiroshima, la ville de Higashihiroshima, le district de Kamo (ja) et une partie du district d'Aki correspondant aux bourgs de Fuchū, Kaita, Kumano et Saka.
Entre 2013 et 2022, elle comprenait l'arrondissement d'Aki de la ville de Hiroshima, une partie des villes de Mihara et Higashihiroshima et le district d'Aki.
Depuis 2022, elle réunit les villes de Kure, Takehara, Higashihiroshima et Etajima, le district de Toyota et le bourg de Kumano dans le district d'Aki,.

## Députés
| Législature | Début de mandat | Fin de mandat | Député élu              | Parti politique | Parti politique |
| ----------- | --------------- | ------------- | ----------------------- | --------------- | --------------- |
| 41e         | 1996            | 2000          | Hidenao Nakagawa (ja)   |                 | PLD             |
| 42e         | 2000            | 2003          | Hidenao Nakagawa (ja)   |                 | PLD             |
| 43e         | 2003            | 2005          | Hidenao Nakagawa (ja)   |                 | PLD             |
| 44e         | 2005            | 2009          | Hidenao Nakagawa (ja)   |                 | PLD             |
| 45e         | 2009            | 2012          | Seiki Soramoto (ja)     |                 | PDJ             |
| 46e         | 2012            | 2014          | Toshinao Nakagawa       |                 | PLD             |
| 47e         | 2014            | 2017          | Toshinao Nakagawa       |                 | PLD             |
| 48e         | 2017            | 2021          | Masayoshi Shintani (ja) |                 | PLD             |
| 49e         | 2021            | 2024          | Masayoshi Shintani (ja) |                 | PLD             |
| 50e         | 2024            | -             | Seiki Soramoto (ja)     |                 | Ishin           |